# Liste der Stolpersteine in Hamburg-Barmbek-Nord
Die Liste der Stolpersteine in Hamburg-Barmbek-Nord enthält alle Stolpersteine, die im Rahmen des gleichnamigen Kunst-Projekts von Gunter Demnig in Hamburg-Barmbek-Nord verlegt wurden. Mit ihnen soll Opfern des Nationalsozialismus gedacht werden, die in Hamburg-Barmbek-Nord lebten und wirkten.
Diese Seite ist Teil der Liste der Stolpersteine in Hamburg, da diese mit insgesamt 7202 (Stand: Juni 2025) Steinen zu groß würde und deshalb je Stadtteil, in dem Steine verlegt wurden, eine eigene Seite angelegt wurde.
| Adresse                       | Person(en)                        | Inschrift | Bilder                                          | Anmerkung |
| ----------------------------- | --------------------------------- | --- | ----------------------------------------------- | --- |
| Adlerstraße 12 ·              | Etkar Josef André                 | Hier wohnte Etkar Josef André Jg 1894 verhaftet 5.3.1933 ‚Vorbereitung zum Hochverrat‘ hingerichtet 4.11.1936 Hamburg                                         | Stolperstein für Etkar Josef André              | Eintrag auf stolpersteine-hamburg.de Ein weiterer Stolperstein befindet sich in Hamburg-Altstadt.                        |
| Bendixensweg 3 ·              | Walter Stock                      | Hier wohnte Walter Stock Jg. 1897 verhaftet März 1944 deportiert 1944 Auschwitz ermordet                                                                      | Stolperstein für Walter Stock                   | Eintrag auf stolpersteine-hamburg.de Stolperstein liegt in dem Fußweg links von Haus Nr. 3                               |
| Bendixensweg 11 ·             | Käthe Kaufmann                    | Hier wohnte Käthe Kaufmann Jg. 1902 deportiert 1942 ermordet in Auschwitz                                                                                     | Stolperstein für Käthe Kaufmann                 | Eintrag auf stolpersteine-hamburg.de                                                                                     |
| Bendixensweg 11 ·             | Margarethe Meyer geb. Kaufmann    | Hier wohnte Margarethe Meyer geb. Kaufmann Jg. 1905 deportiert 1942 ermordet in Auschwitz                                                                     | Stolperstein für Margarethe Meyer               | Eintrag auf stolpersteine-hamburg.de                                                                                     |
| Bendixensweg 11 ·             | Jacob Kaufmann                    | Hier wohnte Jacob Kaufmann Jg. 1870 deportiert 1942 Theresienstadt ermordet 8.2.1943                                                                          | Stolperstein für Jacob Kaufmann                 | Eintrag auf stolpersteine-hamburg.de Ein weiterer Stolperstein befindet sich in Hamburg-Neustadt.                        |
| Bendixensweg 11 ·             | Franziska Kaufmann geb. Cohn      | Hier wohnte Franziska Kaufmann geb. Cohn Jg. 1872 entrechtet/gedemütigt Flucht in den Tod 23.7.1942                                                           | Stolperstein für Franziska Kaufmann             | Eintrag auf stolpersteine-hamburg.de                                                                                     |
| Bendixensweg 15 ·             | Selma Drews geb. Schönfeld        | Hier wohnte Selma Drews geb. Schönfeld Jg. 1898 Flucht in den Tod 2.1.1942                                                                                    | Stolperstein für Selma Drews                    | Eintrag auf stolpersteine-hamburg.de Stolperstein liegt in der Auffahrt rechts neben Haus Nr. 15                         |
| Bramfelder Straße 66a ·       | Clara Choyke geb. Kohn            | Hier wohnte Clara Choyke geb. Kohn Jg. 1877 deportiert 1942 Theresienstadt ermordet 29.4.1943                                                                 | Stolperstein für Clara Choyke                   | Eintrag auf stolpersteine-hamburg.de                                                                                     |
| Bramfelder Straße 66a ·       | Nathan Choyke                     | Hier wohnte Nathan Choyke Jg. 1871 deportiert 1942 Theresienstadt ermordet 6.1.1944                                                                           | Stolperstein für Clara Choyke                   | Eintrag auf stolpersteine-hamburg.de                                                                                     |
| Bramfelder Straße 104 ·       | Bruno Krüger                      | Hier wohnte Bruno Krüger Jg. 1911 eingewiesen 1938 Heilanstalt Langenhorn ‚verlegt‘ 19.3.1941 Heilanstalt Rickling ermordet 25.7.1943                         | Stolperstein für Bruno Krüger                   | Eintrag auf stolpersteine-hamburg.de                                                                                     |
| Bramfelder Straße 106 ·       | Olga Kurtz                        | Hier wohnte Olga Kurtz Jg. 1905 eingewiesen 1931 Alsterdorfer Anstalten ‚verlegt‘ 16.8.1943 Heilanstalt Am Steinhof/Wien ermordet 24.11.1944                  | Stolperstein für Olga Kurtz                     | Eintrag auf stolpersteine-hamburg.de                                                                                     |
| Bramfelder Straße 128 ·       | Elisabeth Choyke geb. Kohn        | Hier wohnte Elisabeth Choyke geb. Kohn Jg. 1874 deportiert 1942 Theresienstadt ermordet 27.12.1942                                                            | Stolperstein für Elisabeth Choyke               | Eintrag auf stolpersteine-hamburg.de                                                                                     |
| Bramfelder Straße 128 ·       | Moritz Choyke                     | Hier wohnte Moritz Choyke Jg. 1870 deportiert 1942 Theresienstadt ermordet 4.1.1944                                                                           | Stolperstein für Moritz Choyke                  | Eintrag auf stolpersteine-hamburg.de                                                                                     |
| Burmesterstraße 7 ·           | Morris Oscar Bauer                | Hier wohnte Morris Oscar Bauer Jg. 1879 deportiert 1943 Theresienstadt 1944 Auschwitz ermordet                                                                | Stolperstein für Morris Oscar Bauer             | Eintrag auf stolpersteine-hamburg.de                                                                                     |
| Dennerstraße 9 ·              | Minna Catharina Heinze geb. Holst | Hier wohnte Minna Catharina Heinze geb. Holst Jg. 1894 eingewiesen 1943 Heilanstalt Langenhorn ‚verlegt‘ 1943 Hadamar ermordet 6.3.1944                       | Stolperstein für Minna Catharina Heinze         | Eintrag auf stolpersteine-hamburg.de                                                                                     |
| Dennerstraße 15 ·             | Ernst Friedrich Wetzstein         | Hier wohnte Ernst Friedrich Wetzstein Jg. 1883 verhaftet KZ Fuhlsbüttel ermordet 31.10.1933                                                                   | Stolperstein für Ernst Friedrich Wetzstein      | Eintrag auf stolpersteine-hamburg.de                                                                                     |
| Detmerstraße 3 ·              | Paul Karl Bach                    | Hier wohnte Paul Karl Bach Jg. 1903 verhaftet KZ Fuhlsbüttel ermordet 20.7.1934                                                                               | Stolperstein für Paul Karl Bach                 | Eintrag auf stolpersteine-hamburg.de                                                                                     |
| Dieselstraße 22 ·             | Emma Lina Schulz geb. Kirstein    | Hier wohnte Emma Lina Schulz geb. Kirstein Jg. 1902 eingewiesen 1941 Heilanstalt Langenhorn ‚verlegt‘ 24.3.1942 Heilanstalt Königslutter ermordet 6.8.1942    | Stolperstein für Emma Lina Schulz geb. Kirstein | Eintrag auf stolpersteine-hamburg.de                                                                                     |
| Dieselstraße 24 ·             | Horst Engelhardt                  | Hier wohnte Horst Engelhardt Jg. 1936 eingewiesen 1941 Alsterdorfer Anstalten ‚verlegt‘ 11.8.1943 Heilanstalt Mainkofen ermordet 18.4.1944                    | Stolperstein für Horst Engelhardt               | Eintrag auf stolpersteine-hamburg.de                                                                                     |
| Diesterwegstraße 4 ·          | Rudolf Müller                     | Hier wohnte Rudolf Müller Jg. 1910 verhaftet 1936/1939 KZ Fuhlsbüttel Flucht in den Tod 3.2.1939                                                              | Stolperstein für Rudolf Müller                  | Eintrag auf stolpersteine-hamburg.de                                                                                     |
| Diesterwegstraße 7 ·          | Johannes Riedel                   | Hier wohnte Johannes Riedel Jg. 1895 verhaftet 4.2.1943 ‚Wehrkraftzersetzung‘ Untersuchungsgefängnis Hamburg hingerichtet 1.9.1943 Berlin-Plötzensee          | Stolperstein für Johannes Riedel                | Eintrag auf stolpersteine-hamburg.de                                                                                     |
| Elligersweg 41 ·              | Herta Rosenstein geb. Klysecz     | Hier wohnte Herta Rosenstein geb. Klysecz Jg. 1903 deportiert 1942 Theresienstadt 1944 Auschwitz ermordet                                                     | Stolperstein für Herta Rosenstein               | Eintrag auf stolpersteine-hamburg.de                                                                                     |
| Elligersweg 41 ·              | Oskar Rosenstein                  | Hier wohnte Oskar Rosenstein Jg. 1897 deportiert 1942 Theresienstadt 1944 Auschwitz ermordet                                                                  | Stolperstein für Oskar Rosenstein               | Eintrag auf stolpersteine-hamburg.de                                                                                     |
| Elligersweg 46 ·              | Adolf Krampe                      | Hier wohnte Adolf Krampe Jg. 1905 verhaftet 1937 Verdacht ‚Hochverrat‘ von 1937 bis 1939 Zuchthaus Hamburg ‚vermisst‘ 16.3.1944                               | Stolperstein für Adolf Krampe                   | Eintrag auf stolpersteine-hamburg.de                                                                                     |
| Fraenkelstraße 6 ·            | Gustav Wagner                     | Hier wohnte Gustav Wagner Jg. 1896 verhaftet 20.3.1940 ‚Rundfunkverbrechen‘ 1941 Emslandlager Papenburg deportiert 1943 Auschwitz ermordet 11.11.1943         | Stolperstein für Gustav Wagner                  | Eintrag auf stolpersteine-hamburg.de wurde im Juli 2022 ausgetauscht (vorheriger Stein)                                  |
| Fuhlsbüttler Straße 5 ·       | Gertrud Dawartz geb. Müller       | Hier wohnte Gertrud Dawartz geb. Müller Jg. 1889 Zwangsumzug 1943 Regensburg verhaftet 1943 Zuchthaus Regensburg deportiert 1944 Auschwitz ermordet 12.8.1944 | Stolperstein für Gertrud Dawartz                | Eintrag auf stolpersteine-hamburg.de                                                                                     |
| Fuhlsbüttler Straße 122 ·     | Bernhard Meyer                    | Hier wohnte Bernhard Meyer Jg. 1902 deportiert 1941 Ghetto Minsk ermordet                                                                                     | Stolperstein für Bernhard Meyer                 | Eintrag auf stolpersteine-hamburg.de                                                                                     |
| Fuhlsbüttler Straße 145 ·     | Carl Hertz Müller                 | Hier wohnte Carl Hertz Müller Jg. 1891 eingewiesen 1940 Heilanstalt Langenhorn ‚verlegt‘ 23.8.1940 Brandenburg ermordet 23.9.1940 ‚Aktion T4‘                 | Stolperstein für Carl Hertz Müller              | Eintrag auf stolpersteine-hamburg.de                                                                                     |
| Genslerstraße 16 ·            | Franz Josef Acker                 | Hier wohnte Franz Acker Jg. 1903 inhaftiert KZ Oranienburg ermordet 26.5.1943                                                                                 | Stolperstein für Franz Acker                    | Eintrag auf stolpersteine-hamburg.de Stolperstein liegt in der Auffahrt zum Parkplatz zwischen den Hausnummern 14 und 18 |
| Habichtstraße 21 ·            | Josef Katzenellenbogen            | Hier wohnte Josef Katzenellenbogen Jg. 1898 deportiert 1941 ermordet in Minsk                                                                                 | Stolperstein für Josef Katzenellenbogen         | Eintrag auf stolpersteine-hamburg.de                                                                                     |
| Halbenkamp 16 ·               | Wilhelm ‚Willi‘ Häussler          | Hier wohnte Wilhelm ‚Willi‘ Häussler Jg. 1907 verhaftet Zwangsarbeit Wilhelmsburg ermordet 22.3.1945                                                          | Stolperstein für Wilhelm ‚Willi‘ Häussler       | Eintrag auf stolpersteine-hamburg.de                                                                                     |
| Harzensweg 1 ·                | Max Moritz Elias                  | Hier wohnte Max Moritz Elias Jg. 1874 deportiert 1941 Riga-Jungfernhof ermordet                                                                               | Stolperstein für Max Moritz Elias               | Eintrag auf stolpersteine-hamburg.de                                                                                     |
| Hellbrookstraße 52 ·          | Ernst Sebras                      | Hier wohnte Ernst Sebras Jg. 1903 eingewiesen 1932 Heilanstalt Langenhorn ‚verlegt‘ 2.4.1943 Meseritz-Obrawalde ermordet 25.4.1944                            | Stolperstein für Ernst Sebras                   | Eintrag auf stolpersteine-hamburg.de                                                                                     |
| Herbstsweg 2 ·                | Willy Lesser                      | Hier wohnte Willy Lesser Jg. 1901 im Widerstand/SPD verhaftet 31.1.1935 U-Haft Chemnitz 1935 KZ Sachsenburg entlassen 12.2.1936                               | Stolperstein für Willy Lesser                   | Eintrag auf stolpersteine-hamburg.de Ein weiterer Stolperstein befindet sich in Chemnitz.                                |
| Hermann-Kauffmann-Straße 29 · | Peter Stoltenberg                 | Hier wohnte Peter Stoltenberg Jg. 1942 eingewiesen 1943 Alsterdorfer Anstalten ‚verlegt‘ 7.8.1943 Kalmenhof/Idstein ‚Kinderfachabteilung‘ ermordet 21.8.1943  | Stolperstein für Peter Stoltenberg              | Eintrag auf stolpersteine-hamburg.de                                                                                     |
| Hufnerstraße 40 ·             | Eugen Holland                     | Hier wohnte Eugen Holland Jg. 1876 deportiert 1943 Theresienstadt ermordet 24.1.1944                                                                          | Stolperstein für Eugen Holland                  | Eintrag auf stolpersteine-hamburg.de                                                                                     |
| Hufnerstraße 40 ·             | Lisette Holland geb. Stock        | Hier wohnte Lisette Holland geb. Stock Jg. 1881 deportiert 1942 Theresienstadt 1944 Auschwitz ermordet                                                        | Stolperstein für Lisette Holland                | Eintrag auf stolpersteine-hamburg.de                                                                                     |
| Hufnertwiete 2 ·              | Heinrich Orgler                   | Hier wohnte Heinrich Orgler Jg. 1905 verhaftet 1936 KZ Fuhlsbüttel Flucht in den Tod 11.8.1944                                                                | Stolperstein für Heinrich Orgler                | Eintrag auf stolpersteine-hamburg.de                                                                                     |
| Lämmersieth 41 ·              | Emma Knoop                        | Hier wohnte Emma Knoop Jg. 1870 eingewiesen 1935 Alsterdorfer Anstalten ‚verlegt‘ 16.8.1943 Heilanstalt Am Steinhof/Wien ermordet 25.2.1945                   | Stolperstein für Emma Knoop                     | Eintrag auf stolpersteine-hamburg.de                                                                                     |
| Meister-Bertram-Straße 6 ·    | Erica Neustein                    | Hier wohnte Erica Neustein Jg. 1926 ‚Polenaktion‘ 1938 Bentschen/Zbaszyn ermordet im besetzten Polen                                                          | Stolperstein für Erica Neustein                 | Eintrag auf stolpersteine-hamburg.de                                                                                     |
| Meister-Bertram-Straße 6 ·    | Gittel Neustein geb. Neumann      | Hier wohnte Gittel Neustein geb. Neumann Jg. 1892 ‚Polenaktion‘ 1938 Bentschen/Zbaszyn ermordet im besetzten Polen                                            | Stolperstein für Gittel Neustein                | Eintrag auf stolpersteine-hamburg.de                                                                                     |
| Meister-Bertram-Straße 6 ·    | Siegfried Neustein                | Hier wohnte Siegfried Neustein Jg. 1928 ‚Polenaktion‘ 1938 Bentschen/Zbaszyn ermordet im besetzten Polen                                                      | Stolperstein für Siegfried Neustein             | Eintrag auf stolpersteine-hamburg.de                                                                                     |
| Meister-Bertram-Straße 6 ·    | Sofie Neustein                    | Hier wohnte Sofie Neustein Jg. 1931 ‚Polenaktion‘ 1938 Bentschen/Zbaszyn ermordet im besetzten Polen                                                          | Stolperstein für Sofie Neustein                 | Eintrag auf stolpersteine-hamburg.de                                                                                     |
| Meister-Bertram-Straße 6 ·    | Wilhelm Neustein                  | Hier wohnte Wilhelm Neustein Jg. 1883 ‚Polenaktion‘ 1938 Bentschen/Zbaszyn ermordet im besetzten Polen                                                        | Stolperstein für Wilhelm Neustein               | Eintrag auf stolpersteine-hamburg.de                                                                                     |
| Mildestieg 14 ·               | Fritz Lentge                      | Hier wohnte Fritz Lentge Jg. 1934 eingewiesen 1942 Alsterdorfer Anstalten ‚verlegt‘ 1943 Kalmenhof/Idstein ermordet 24.8.1943                                 | Stolperstein für Fritz Lentge                   | Eintrag auf stolpersteine-hamburg.de                                                                                     |
| Mildestieg 27 ·               | Kurt Wilcke                       | Hier wohnte Kurt Wilcke Jg. 1908 verhaftet 1939 KZ Fuhlsbüttel ‚Frontbewährung‘ tot 20.4.1944 Lazarett Narwafront Estland                                     | Stolperstein für Kurt Wilcke                    | Eintrag auf stolpersteine-hamburg.de                                                                                     |
| Oertzweg 15 ·                 | Theodor Wulff                     | Hier wohnte Theodor Wulff Jg. 1922 gedemütigt/entrechtet Flucht in den Tod 27.7.1938                                                                          | Stolperstein für Theodor Wulff                  | Eintrag auf stolpersteine-hamburg.de                                                                                     |
| Otto-Speckter-Straße 1 ·      | Hertha Melhausen geb. Lübeck      | Hier wohnte Hertha Melhausen geb. Lübeck Jg. 1866 deportiert 1942 Theresienstadt ermordet 18.8.1942                                                           | Stolperstein für Hertha Melhausen               | Eintrag auf stolpersteine-hamburg.de Stolperstein liegt auf der Fläche Otto-Speckter-Straße Ecke Habichtsplatz           |
| Otto-Speckter-Straße 1 ·      | Jonni Melhausen                   | Hier wohnte Jonni Melhausen Jg. 1891 verhaftet 1943 KZ Fuhlsbüttel deportiert 1943 Auschwitz ermordet 26.8.1943                                               | Stolperstein für Jonni Melhausen                | Eintrag auf stolpersteine-hamburg.de Stolperstein liegt auf der Fläche Otto-Speckter-Straße Ecke Habichtsplatz           |
| Prechtsweg 15 ·               | Karl Schumann                     | Hier wohnte Karl Schumann Jg. 1902 verhaftet ‚Hochverrat‘ tot an Haftfolgen 26.6.1945                                                                         | Stolperstein für Karl Schumann                  | Eintrag auf stolpersteine-hamburg.de                                                                                     |
| Rübenkamp 6 ·                 | Gabriela Kock                     | Hier wohnte Gabriela Kock Jg. 1916 eingewiesen 1920 Alsterdorfer Anstalten ‚verlegt‘ 16.8.1943 Heilanstalt Am Steinhof Wien ermordet 24.11.1944               | Stolperstein für Gabriela Kock                  | Eintrag auf stolpersteine-hamburg.de                                                                                     |
| Rübenkamp 78 ·                | Franz Klein                       | Hier wohnte Franz Klein Jg. 1892 deportiert 1943 Theresienstadt Auschwitz ???                                                                                 | Stolperstein für Franz Klein                    | Eintrag auf stolpersteine-hamburg.de                                                                                     |
| Schmachthäger Straße 13 ·     | Paul Poetzsch                     | Hier wohnte Paul Poetzsch Jg. 1919 eingewiesen 1943 ‚Heilanstalt‘ Weilmünster/Eichberg 1944 ‚Heilanstalt‘ Hadamar ermordet 7.11.1944                          | Stolperstein für Paul Poetzsch                  | Eintrag auf stolpersteine-hamburg.de                                                                                     |
| Schmachthäger Straße 53 ·     | Alma Ehrmann geb. Stock           | Hier wohnte Alma Ehrmann geb. Stock Jg. 1888 deportiert 1942 ermordet in Auschwitz                                                                            | Stolperstein für Alma Ehrmann                   | Eintrag auf stolpersteine-hamburg.de                                                                                     |
| Schmachthäger Straße 53 ·     | Julius Ehrmann                    | Hier wohnte Julius Ehrmann Jg. 1872 deportiert 1942 ermordet in Auschwitz                                                                                     | Stolperstein für Julius Ehrmann                 | Eintrag auf stolpersteine-hamburg.de                                                                                     |
| Schmachthäger Straße 53 ·     | Elsa Stock                        | Hier wohnte Elsa Stock Jg. 1891 verhaftet April 1939 Gefängnis Fuhlsbüttel 1942 Ravensbrück ‚verlegt‘ 1942 Bernburg ermordet am Tag der Ankunft               | Stolperstein für Elsa Stock                     | Eintrag auf stolpersteine-hamburg.de                                                                                     |
| Steilshooper Straße 216 ·     | Lieselotte Ahrens                 | Hier wohnte Lieselotte Ahrens Jg. 1929 eingewiesen 1941 Alsterdorfer Anstalten ‚verlegt‘ 16.8.1943 Heilanstalt Am Steinhof Wien ermordet 7.11.1944            | Stolperstein für Lieselotte Ahrens              | Eintrag auf stolpersteine-hamburg.de                                                                                     |
| Stockhausenstraße 6 ·         | Emil Rubinstein                   | Hier wohnte Emil Rubinstein Jg. 1871 deportiert 1942 Theresienstadt 1942 Treblinka ermordet                                                                   | Stolperstein für Emil Rubinstein                | Eintrag auf stolpersteine-hamburg.de                                                                                     |
| Stockhausenstraße 6 ·         | Röschen Rubinstein geb. Levi      | Hier wohnte Röschen Rubinstein geb. Levi Jg. 1890 deportiert 1942 Theresienstadt 1942 Treblinka ermordet                                                      | Stolperstein für Röschen Rubinstein             | Eintrag auf stolpersteine-hamburg.de                                                                                     |
| Stockhausenstraße 11 ·        | Ida Zinner                        | Hier wohnte Ida Zinner Jg. 1906 eingewiesen 1939 Heilanstalt Langenhorn ‚verlegt‘ 23.9.1940 Brandenburg ermordet 23.9.1940 ‚Aktion T4‘                        | Stolperstein für Ida Zinner                     | Eintrag auf stolpersteine-hamburg.de                                                                                     |
| Tischbeinstraße 2 ·           | Anna Rosenberg                    | Hier wohnte Anna Rosenberg Jg. 1894 deportiert 1941 Łodz ermordet 1942 in Chelmno                                                                             | Stolperstein für Anna Rosenberg                 | Eintrag auf stolpersteine-hamburg.de Ein weiterer Stolperstein befindet sich in Hamburg-Neustadt.                        |
| Wachtelstraße 4 ·             | Robert Abshagen                   | Hier wohnte Robert Abshagen Jg. 1911 verhaftet 1942 Untersuchungsgefängnis Hamburg enthauptet 10.7.1944                                                       | Stolperstein für Robert Abshagen                | Eintrag auf stolpersteine-hamburg.de Ein weiterer Stolperstein befindet sich in Hamburg-Neustadt.                        |
| Wachtelstraße 45a ·           | Werner Dabelstein                 | Hier wohnte Werner Dabelstein Jg. 1935 eingewiesen 1937 Alsterdorfer Anstalten ‚verlegt‘ 7.8.1943 Heilanstalt Kalmenhof ermordet 4.9.1943                     | Stolperstein für Werner Dabelstein              | Eintrag auf stolpersteine-hamburg.de                                                                                     |
| Wachtelstraße 48 ·            | Gustav Heidtmann                  | Hier wohnte Gustav Heidtmann Jg. 1873 verhaftet KZ Fuhlsbüttel ermordet 20.8.1936                                                                             | Stolperstein für Gustav Heidtmann               | Eintrag auf stolpersteine-hamburg.de                                                                                     |
| Wiesendamm 20 ·               | Carl Burmester                    | Hier wohnte Carl Burmester Jg. 1901 verhaftet 1934 Zuchthaus Hamburg gefoltert von Gestapo Sturz im Treppenhaus tot 17.9.1934                                 | Stolperstein für Carl Burmester                 | Eintrag auf stolpersteine-hamburg.de Ein weiterer Stolperstein befindet sich in Hamburg-Neustadt.                        |